# 1 Pułk Artylerii Górskiej (II RP)

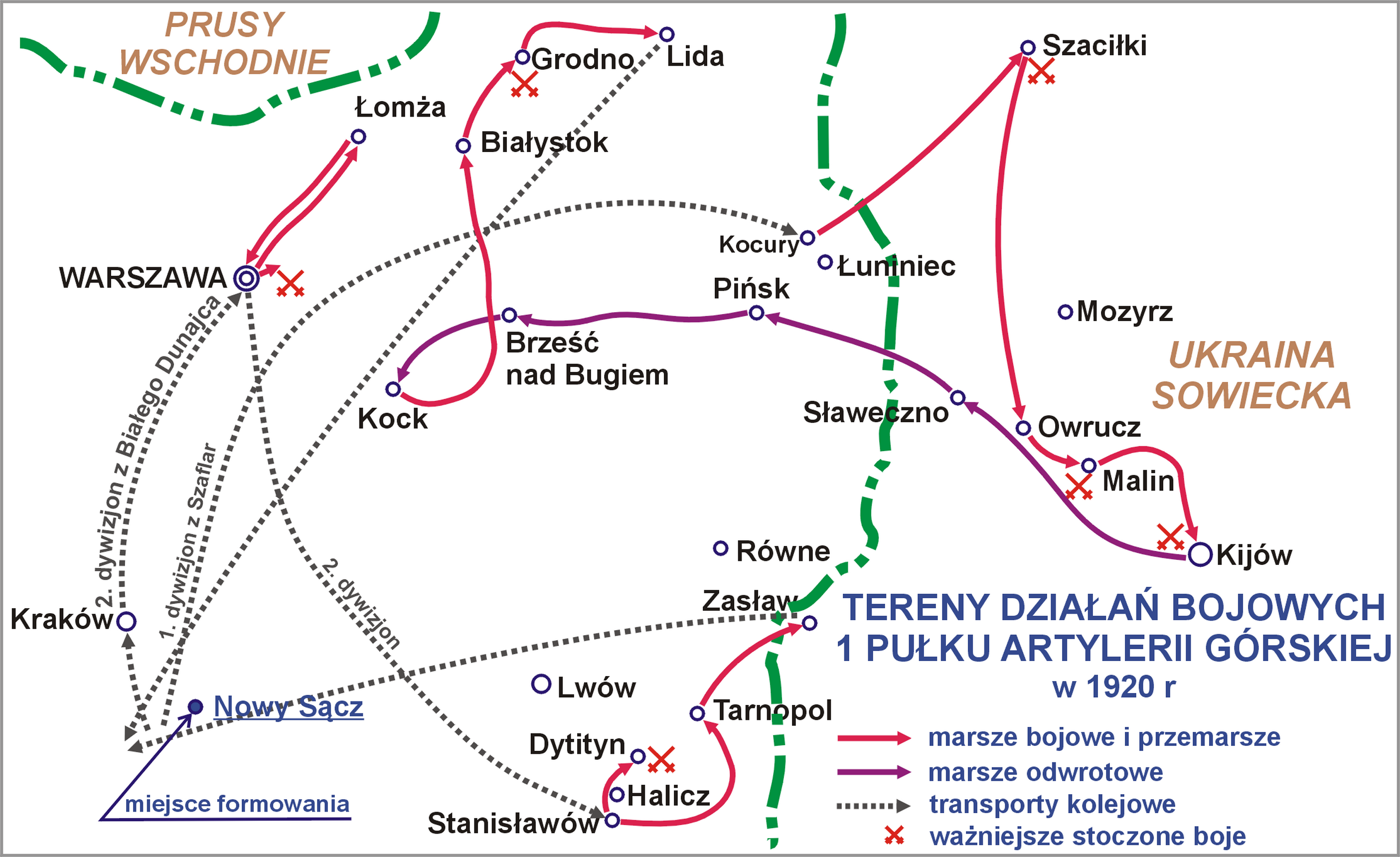
Tereny działań pułku w 1920 r

1 Pułk Artylerii Górskiej (1 pag) – oddział artylerii górskiej Wojska Polskiego II RP.

## Formowanie pułku
25 stycznia 1919 roku w Starym Sączu kapitan Henryk Trzos działając na podstawie rozkazu szefa Sztabu Generalnego WP i szefa 10 Inspektoratu Artylerii przystąpił do formowania 3 pułku artylerii górskiej. Dopiero w marcu tego sformowano 1. baterię pod dowództwem por. Kazimierza Stefczyka i 2. baterię pod dowództwem por. Tadeusza Stefczyka. Obie baterie były formowane już w Nowym Sączu i uzbrojone w austriackie armaty polowe. Następnie sformowana została 3. bateria pod dowództwem por. Jana Mangolda i dowództwo I dywizjonu, na którego czele stanął kpt. Henryk Trzos. W czerwcu zorganizowany został II dywizjon pod dowództwem kpt. Karola Janeczka. Na dowódców baterii wyznaczeni zostali: 4. – kpt. Adam Zając, 5. – por. Tytus Sobota i 6. – por. Stefan Jaśkiewicz.
12 lipca 1919 roku na podstawie rozkazu Departamentu I Ministerstwa Spraw Wojskowych L. 2015/Org. oddział przemianowany został na 1 pułk artylerii górskiej. Jednocześnie wyznaczono Nowy Targ jako garnizon pułku. Z powodu braku kwater pododdziały rozlokowane zostały w Szaflarach (1 bateria), Białym Dunajcu (2 bateria) i Ludźmierzu (3 bateria). W grudniu 1919 r. oddział przezbrojony został w austriackie 10 cm haubice górskie wzór 1916. W maju tego roku sformowany został III dywizjon w składzie 7 i 8 baterii. 12 sierpnia tego roku dyon został rozformowany.

## Walki pułku w 1920 roku
Działania bojowe I dywizjonu
W czerwcu 1919 jego 1 bateria wchodziła w skład Grupy generała Henryka Minkiewicza (Grupa operacyjna „Bug”).
W okresie od 11 marca do 20 kwietnia 1920 r. 1 bateria walczyła z bolszewikami nad Berezyną, w składzie 9 Dywizji Piechoty.
W okresie od 25 kwietnia do 14 czerwca I dywizjon, bez 3 baterii, wspierał oddziały Grupy płk Józefa Rybaka biorące udział w wyprawie kijowskiej (I Brygada Górska w składzie: 1 i 2 pułk Strzelców Podhalańskich, 41 Suwalski pułk piechoty i VII Brygada Jazdy). 8 maja w Kijowie do dywizjonu dołączyła 3 bateria, która dzień wcześniej przemianowana została na 5 baterię. 14 czerwca nad rzeką Irsza (lewy dopływ rzeki Teterew) rozbita została 5 bateria. Jej resztki odesłane zostały następnie z frontu do kraju. W tym samym czasie I dywizjon wraz z I Brygada Górską podporządkowany został gen. ppor. Andrzejowi Galicy, dowódcy nowo utworzonej Dywizji Górskiej. W składzie dywizji toczył dywizjon walki odwrotowe, między innymi 30 lipca w Brześciu. W okresie od 16 do 24 sierpnia wziął udział w Bitwie Warszawskiej. 10 września w Białymstoku dołączyła do dywizjonu zreorganizowana 5 bateria. Od 20 września dywizjon walczył w bitwie niemeńskiej. 15 grudnia powrócił do Nowego Targu.
Działania bojowe II dywizjonu
II dywizjon (3, 4 i 6 baterie) w sierpniu 1920 r. wspierał oddziały 8 Dywizji Piechoty walczące w bitwie warszawskiej, a w następnym miesiącu wraz z dywizją przetransportowany został do Małopolski Wschodniej.
16 września pod Dytiatynem 4 bateria pod dowództwem kpt. Adama Zająca stoczyła walkę z oddziałami 8 Dywizji Kozaków. W trwającym 6 godzin boju zginął dowódca baterii, dwóch oficerów (por. Władysław Świebodzki i por. Franciszek Wątroba) oraz około 50 podoficerów i kanonierów. Dowódca 8 Dywizji Piechoty, płk Stanisław Burhardt-Bukacki w rozkazie Nr 121/20 napisał „na dowód też uznania tego męstwa i poświęcenia przedstawiono baterię 4-ą 1-go pułku artylerii górskiej, jako «baterię śmierci» do Krzyża Virtuti Militari”. Nazwa baterii została oficjalnie zatwierdzona rozkazem Naczelnego Wodza. Po zakończeniu działań wojennych II dywizjon powrócił do Suchej.

## Lata 1921–1925
22 marca 1921 sformowany został ponownie III dywizjon. Na stanowisko dowódcy dywizjonu został wyznaczony kpt. Kazimierz Stefczyk. W skład dywizjonu włączono 1. i 3. baterię, które zostały przemianowane na 7. i 8. Na miejsce postoju wyznaczono Nowy Targ. Tam też została zorganizowana 6. bateria. 20 października III dywizjon został przemianowany na I dywizjon 2 pułku artylerii górskiej. 7 lutego 1922 roku dywizjon został przeniesiony do Sambora. W tym czasie dywizjon podlegał dowódcy 1 pułku artylerii górskiej. 26 maja 1922 roku Ministerstwo Spraw Wojskowych wydało rozkaz w sprawie sformowania 2 pułku artylerii górskiej w Przemyślu.
14 marca 1922 roku Minister Spraw Wojskowych, generał porucznik Kazimierz Sosnkowski zezwolił żołnierzom pułku nosić swastyki na kołnierzach kurtek i płaszczy, jako odznakę ogólną dywizji górskich.
W 1925 roku na podstawie rozkazów Ministerstwo Spraw Wojskowych wydało rozkaz L. 2200/og.org.mob./25 w sprawie rozformowania 1 pułku artylerii górskiej. 23 września tego roku ministerstwo wydało rozkaz L. 10915/Org., w którym nakazano przeniesienie 4. baterii „Śmierci” do 2 pag w Przemyślu z równoczesną likwidacją dotychczasowej 4. baterii 2 pag. 1 kwietnia 1926 roku 2 pułk artylerii górskiej przemianowany został na 1 pułk artylerii górskiej i dyslokowany do Stryja (II dywizjon pozostał w Przemyślu). 30 kwietnia 1926 roku do Przemyśla przybyła 4. bateria „Śmierci”.
4 lutego 1926 roku, w związku z rozformowaniem 1 pag, ogłoszono przeniesienie oficerów rezerwy i oficerów pospolitego ruszenia do innych oddziałów artylerii. W grupie tych oficerów był między innymi mjr rez. Karol Hallenburg, młodszy brat Józefa. 19 kwietnia ogłoszono przeniesienie 16 oficerów zawodowych pułku do innych oddziałów artylerii.

## Żołnierze pułku
Dowódcy pułku
- kpt. Henryk Trzos (od 12 I 1919[2])
- płk Franciszek Meraviglia-Crivelli[11] (od 12 V 1919[2])
- mjr Rudolf Lemme (od 12 III 1920[2])
- płk Antoni Heinrich (14 VIII 1920 – 1 VI 1924[12])
- ppłk art. Karol Podonowski (od VII 1924[13])

Zastępcy dowódcy pułku
- mjr art. Karol Janeczek (p.o. IV 1923[14][15] – 1 III 1924[16][17])
- mjr / ppłk art. Stefan II Wierzbicki (1 III 1924[16][18] – V 1925[19])
- ppłk art. Michał Stepek (1 VI 1925 – I 1926)

### Kawalerowie Virtuti Militari
Żołnierze pułku odznaczeni Krzyżem Srebrnym Orderu Wojennego Virtuti Militari
1. plut. Franciszek Góralik
2. kpr. Antoni Jędrzejczak
3. pchor. Wacław Kaliciński
4. por. Zygmunt Kazimierz Karasiński
5. st. ogn. Józef Lewkiewicz
6. kan. Józef Mazurkiewicz
7. pchor. Leszek Nycz
8. plut. Józef Ocytko
9. pchor. Wincenty Rutkowski
10. por. Kazimierz Stefczyk
11. por. Władysław Świebodzki
12. por. Józef Szychowski
13. por. Franciszek Wątroba
14. por. Adam Wierciak
15. por. Edmund Wilczkiewicz
16. plut. Antoni Wrzesień
17. kpt. Adam Zając